# 香港數碼聲音廣播
香港數碼聲音廣播是指2012年至2017年間，香港各個電台廣播頻道數碼化的計劃。數碼聲音廣播（Digital Audio Broadcasting，簡稱DAB+）是以數碼方式廣播電台節目的嶄新方法，利用數碼壓縮技術，把音樂、訪問和不同類型的電台節目等資訊轉化為一系列數碼訊號傳送，它的優點是單一頻道即可覆蓋全香港、避免受到干擾、改善音質、提供文字資訊服務，以及能提供更多廣播頻道以供選擇。
大部份頻道雖然於2012年起陸續啟播，但隨後三間經營者鳳凰優悅、DBC數碼電台及新城電台於2015至16年間陸續申請退還牌照，市場僅餘下香港電台提供數碼聲音廣播服務。2017年3月28日，行政長官會同行政會議決定，在6個月內、或之後盡快在切實可行的時限內，停止香港電台的數碼聲音廣播服務，至同年9月3日午夜12時，最後一個數碼聲音廣播媒體──香港電台終止其服務。

## 技術標準
數碼聲音廣播技術採用歐洲尤里卡147（Eureka-147）制式標準，HE AAC v2編碼技術廣播節目，香港政府雖引進數碼聲音廣播服務，但暫時沒有計劃終止調幅(AM)和調頻(FM)電台服務。

## 發射設施

### 覆蓋範圍
| 主要發射站 | 補點發射站 | 數碼聲音廣播轉播系統 |

| 發射站                | 覆蓋地區 | 啟用時覆蓋率 | 啟用日期                                    |
| --------------------- | --- | ------------ | ------------------------------------------- |
| 歌賦山                | - 港島北：北角、炮台山、天后、銅鑼灣、灣仔、金鐘、中環、上環、西營盤 - 港島南：壽臣山、香港仔、鴨脷洲、黃竹坑、海怡半島部份地區 - 九龍半島：尖沙咀、油麻地、旺角、深水埗、長沙灣、美孚、九龍塘、紅磡、九龍城、九龍灣、新蒲崗、牛頭角、觀塘 - 新界西：荃灣、葵涌、青衣 | 80%          | 2012年6月19日前 （臨時設施：2011年8月15日） |
| 飛鵝山                | - 港島北：柴灣、筲箕灣、鰂魚涌、北角、炮台山、天后、銅鑼灣、灣仔、跑馬地、金鐘、中環、上環、西營盤 - 九龍半島：尖沙咀、油麻地、旺角、九龍塘、紅磡、九龍城、九龍灣、新蒲崗、牛頭角、觀塘 - 新界東：將軍澳、西貢                                                        | 80%          | 2012年1月19日                               |
| 九龍坑山              | - 新界東：大埔、粉嶺、上水、馬鞍山部份地區 | 80%          | 2012年2月9日                                |
| 青山                  | - 新界西：屯門、元朗、天水圍、錦繡花園、米埔、新田、牛潭尾、掃管笏、大欖涌、深井、馬灣 - 大嶼山：愉景灣、東涌、香港國際機場 | 80%          | 2012年6月19日前                             |
| 南丫島                | - 港島南：薄扶林、數碼港、壽臣山、香港仔、鴨脷洲、黃竹坑、海怡半島、淺水灣、赤柱 - 南丫島 | 80%          | 2012年12月29日                              |
| 金山                  | - 新界西：馬灣、深井、葵涌、青衣、荃灣 - 深水埗 | 80%          | 2012年6月19日前 （臨時設施：2011年11月）    |
| 筆架山                | - 新界東：大圍、沙田、火炭、馬鞍山部份地區 | 80%          | 2012年6月19日前 （臨時設施：2011年8月15日） |
| 慈雲山                | - 港島北 - 九龍半島 | 84%          | 2014年底                                    |
| 砵甸乍山              | - 石澳 - 柴灣部份地區 | 85%          | 2015年                                      |
| 元朗374山             | - 錦田、石崗、八鄉 | 85%          | 2015年                                      |
| 數碼聲音廣播 轉播系統 | - 將軍澳隧道 - 獅子山隧道 - 海底隧道 - 香港仔隧道 | －           | 2012年12月                                  |
| 數碼聲音廣播 轉播系統 | - 啟德隧道 - 城門隧道 - 長青隧道 - 南灣隧道 - 尖山隧道 - 沙田嶺隧道 - 大圍隧道 | －           | 2014年2月                                   |

### 各頻道發射頻率及功率
| 發射站                | 有效發射功率 （千瓦） | - 香港電台： - 31 數碼31台、32 數碼32台、33 數碼33台、34 數碼34台、35 數碼35台 | - 香港電台： - 31 數碼31台、32 數碼32台、33 數碼33台、34 數碼34台、35 數碼35台 |
| 發射站                | 有效發射功率 （千瓦） | 數碼聲音廣播頻道                                                               | 中心頻率（兆赫）                                                               |
| --------------------- | --------------------- | ------------------------------------------------------------------------------ | ------------------------------------------------------------------------------ |
| 歌賦山                | 6                     | 11C                                                                            | 220.352                                                                        |
| 飛鵝山                | 2.5                   | 11C                                                                            | 220.352                                                                        |
| 九龍坑山              | 2                     | 11C                                                                            | 220.352                                                                        |
| 青山                  | 0.7                   | 11C                                                                            | 220.352                                                                        |
| 南丫島                | 2                     | 11C                                                                            | 220.352                                                                        |
| 金山                  | 0.75                  | 11C                                                                            | 220.352                                                                        |
| 筆架山                | 3                     | 11C                                                                            | 220.352                                                                        |
| 慈雲山                | 3                     | 11C                                                                            | 220.352                                                                        |
| 砵甸乍山              | 0.4                   | 11C                                                                            | 220.352                                                                        |
| 元朗374山             | 0.2                   | 11C                                                                            | 220.352                                                                        |
| 數碼聲音廣播 轉播系統 | －                    | 11C                                                                            | 220.352                                                                        |

## 歷史

### 發展背景
香港山多平地少，在不過1,000平方公里的地方有多達7個發射站和7組頻率，才能提供全地域的服務，為免造成同頻干擾，只能提供7個FM節目同時廣播。此外，香港不但山多高樓大廈也多，在建築群中接收FM廣播，難免間中會受到「多重路徑傳輸」 的干擾，在移動接收的情況下尤為嚴重。類似的情況在其他城市也會發生。所以聲音廣播的技術需要一些重大的變革，而數碼聲音廣播（DAB）或DAB+正好滿足這方面的需求。

### 籌備
1998年，當時香港政府資訊科技及廣播局，聯同香港三間電台（香港電台、香港商業電台及新城電台），於L波段（L band）以欧洲广播联盟制定的尤里卡147制式進行第一次數碼聲音廣播測試，並於香港島歌賦山及九龍畢架山設置數碼發射器。

2004年，香港電台獨自再度測試數碼聲音廣播，先於3月以中波測試DRM制式，再於9月以波段Ⅲ內的218.64MHz重新測試尤里卡147制式。其後，香港電台也在2005年4月至5月期間以及2006年11月至2007年5月期間再進行測試。
2009年，雄濤廣播有限公司（現稱「香港數碼廣播有限公司」）進行頻帶Ⅲ數碼聲音廣播的技術側試。
2009年9月，香港電台的施永遠表示就數碼聲音廣播已做了10年測試，技術上已準備好，若啟播便需要購買大量器材，所以主動權在政府方面，現正等候政府立法、分配頻譜，以及提供資源給港台作數碼聲音廣播。
2010年4月30日，廣管局收到四份營辦數碼電台廣播服務申請，包括現有電台持牌機構商業電台、新城電台，以及雄濤廣播公司，而鳳凰廣播公司是新牌照申請機構。
2010年6月24日，商業電台撤回數碼廣播牌照申請，認為數碼聲音廣播不夠互動，決定資源集中投放在Hong Kong Toolbar之類的網上互動平台上。總經理陳靜嫻指出若申請數碼廣播牌照，最少投資2000萬至3000萬元，「之後投入商台互動（HKTB的開發部門）一定不止這個數」。
2010年，行政長官會同行政會議原則上批准新城電台、鳳凰優悅及雄濤廣播（今DBC數碼電台）申請有效期為12年的聲音廣播牌照，以為香港提供數碼聲音廣播服務。官方預計數碼聲音廣播服務可於2012年中推出。

### 啟播
2011年3月24日，行政長官會同行政會議要向香港數碼、新城电台及鳳凰優悅正式批出聲音廣播牌照，將於同年11月合共推出13條24小時數碼廣播頻道。
2011年6月8日，各數碼電台抽籤決定頻道之組別編號，結果是香港數碼的編號為「0」、新城電台的編號為「1」、鳳凰優悅的編號為「2」、香港電台的編號為「3」。同時預計數碼廣播可於年底正式啟播。
2011年8月15日，數碼大歌台率先啟播，正式邁向香港廣播界歷史新一頁，首個直播節目為由湯正川主持的正係好音樂，於當晚9時起播出。2011年8月19日，數碼大戲台啟播。2011年9月11日，數碼大錢台啟播。2011年9月26日，數碼大晒台啟播。
2011年11月7日，香港電台五條數碼頻道—香港電台普通話台、中央人民廣播電台香港之聲、香港電台第三台、英國廣播公司世界台、以及香港電台第五台試播。
2011年11月13日，數碼大錢台頻道號碼由02改為03，數碼大戲台則由05改為07。2011年12月13日，數碼大家台啟播。2012年3月1日，數碼大同台啟播。
2011年12月21日，鳳凰優悅URadio綜合台試播。2012年1月18日，鳳凰優悅URadio綜合台正式啟播。
2012年5月15日，數碼大聲台啟播，標誌着DBC七條頻道全部啟播。
2012年9月17日，香港電台數碼聲音廣播正式啟播。
2012年9月19日，新城數碼（頻道11），新城數碼財經台正式啟播。
2012年10月10日，DBC在晚上8時正之後，正式停止播放所有節目。2012年10月15日，部份主持發起「義播雲天七日情」無薪義播，以無償方式義播七日。2012年10月22日，晚上義播結束後，七條頻道只播放音樂，及於數碼大聲台部分時段重播節目。2012年11月1日，香港數碼電台在晚上12時正之後，再次停止播放所有節目。
2012年10月18日，鳳凰優悅URadio音樂台試播。2012年12月5日，鳳凰優悅URadio音樂台正式啟播。
2013年1月11日，DBC復播，7條頻道開始分別播放不同歌曲及音樂。2013年1月28日，DBC數碼一台及數碼五台正式恢復廣播，DBC 其餘5條頻道分別播放不同歌曲及音樂，復播後各頻道不沿用過往的「大聲台」、「大家台」等名稱。2013年7月1日，DBC數碼二台新聞台開始試播，星期一至五早上七時至晚上七時播放詳盡新聞報道，其餘時間則播放華語金曲，將來DBC數碼二台新聞台正式啟播後會二十四小時播放詳盡新聞報道。2013年9月16日，DBC 7條頻道正式全面投入服務。
2013年9月17日，新城數碼（頻道12），新城數碼音樂台啟播。
2014年9月11日，DBC數碼六台【金曲台】，改名DBC音樂台。
2014年9月14日，DBC數碼七台，轉播賽馬節目，逢星期三夜馬，及星期六日，轉播日馬【賽馬直播】。
2014年9月17日，新城數碼（頻道13），新城數碼生活台正式啟播。

### 經營者退場及檢討
2015年9月17日，鳳凰優悅要求行會批准其交還其聲音廣播牌照。9月28日起綜合台和音樂台只重播節目。11月6日，鳳凰優悅的聲音廣播牌照終止，鳳凰URadio綜合台和音樂台於深夜停播。
2016年8月8日，DBC數碼電台宣布由於香港數碼聲音廣播業務發展步伐未如理想，公司業務得不到廣告的支持，經股東及董事會議決，在同日早上知會政府交還聲音廣播牌照，而大部分員工將服務至9月7日。9月8日起，所有DBC頻道開始全日重播及播放音樂節目，播放安排為一、三台聯播，二台獨立播放，四、五、六、七台聯播，DBC將按照牌照繼續安排廣播至局方批准停止服務為止。香港政府10月11日公布，行政長官會同行政會議批准由10月15日起，終止DBC香港數碼廣播的聲音廣播牌照。
2016年9月12日，新城電台以廣告空間未能拓展以及另外兩家數碼電台先後交還數碼廣播牌照為由宣布交還數碼聲音廣播牌照。其數碼廣播頻道將繼續廣播至10月12日，其中兩條頻道會與兩條FM頻道聯播，餘下一條頻道將全日播放音樂，直至當局批准停止服務為止。香港政府11月8日公布，行政長官會同行會批准由11月12日起，終止新城廣播有限公司提供數碼聲音廣播服務的聲音廣播牌照。至此香港所有商營數碼電台悉數申請退場。
2017年3月28日，行政長官會同行會經考慮香港數碼聲音廣播發展檢討報告後，決定停止香港的數碼聲音廣播服務，香港電台會於六個月內，或之後盡快在切實可行的時限內終止數碼聲音廣播頻道。
2017年8月11日，香港電台宣布，將於9月3日午夜12時正式終止數碼聲音廣播服務，至此香港數碼聲音廣播劃上句號。

## 已停播／曾計劃頻道名單
| 全日與模擬聲音廣播聯播     |
| 部份時間與模擬聲音廣播聯播 |
| 轉播頻道                   |

| 數碼電台台號 | 頻道名稱                                   | 所屬電台         | 本地轉播電台 | 啟播日期                                                         | 停播日期                                                         | 內容                                                                            | 備註                                                                                            | 停播原因 | 廣播語言             | 位元速率 |
| ------------ | ------------------------------------------ | ---------------- | ------------ | ---------------------------------------------------------------- | ---------------------------------------------------------------- | ------------------------------------------------------------------------------- | ----------------------------------------------------------------------------------------------- | --- | -------------------- | -------- |
| 22           | URadio綜合台 U Radio 22                    | 鳳凰優悦         | -            | 2012年1月18日                                                    | 2015年11月7日                                                    | 時事、財經、生活、娛樂節目頻道                                                  |                                                                                                 | 鳳凰優悦向政府交回牌照                                                                                        | 普通話               | 64kbps   |
| 26           | URadio音樂台 U Radio 26                    | 鳳凰優悦         | -            | 2012年12月5日                                                    | 2015年11月7日                                                    | 華語音樂及資訊頻道                                                              |                                                                                                 | 鳳凰優悦向政府交回牌照                                                                                        | 普通話               | 64kbps   |
| 28           | URadio生活台                               | 鳳凰優悦         | -            | -                                                                | -                                                                | 生活資訊節目頻道                                                                | 至交還牌照前仍未啟播                                                                            | 鳳凰優悦向政府交回牌照                                                                                        | 普通話、粵語         | 64kbps   |
| 02           | DBC數碼2台新聞台 DBC 2 News                | DBC數碼電台      | -            | 第1次：2011年12月13日 第2次：2012年10月15日 第3次：2013年1月11日 | 第1次：2012年10月10日 第2次：2012年11月1日 第3次：2015年11月15日 | 24小時新聞及資訊節目頻道                                                        | 曾名為數碼大家台、數碼二台                                                                      | 第1次：DBC股權風波 第2次：義播結束後改為全日播放音樂，其後停止大氣廣播訊號 第3次：DBC電台精簡架構，新聞部裁員 | 粵語                 | 64kbps   |
| 01           | DBC數碼1台旗艦台 DBC Radio Prime           | DBC數碼電台      | -            | 第1次：2012年5月15日 第2次：2012年10月15日 第3次：2013年1月11日  | 第1次：2012年10月10日 第2次：2012年11月1日 第3次：2016年10月15日 | 綜合廣播頻道                                                                    | 曾名為數碼大聲台、數碼一台                                                                      | 第1次：DBC股權風波 第2次：義播結束後改為全日播放音樂，其後停止大氣廣播訊號 第3次：DBC向政府交回牌照           | 粵語                 | 64kbps   |
| 02           | DBC數碼2台me2 DBC me2                      | DBC數碼電台      | -            | 第1次：2011年9月26日 第2次：2012年10月15日 第3次：2013年1月11日  | 第1次：2012年10月10日 第2次：2012年11月1日 第3次：2016年10月15日 | 年輕人頻道                                                                      | 曾名為數碼大晒台、數碼四台、校園台 2015年11月16日原新聞台停播，大部份04校園台節目改於02 me2播放 | 第1次：DBC股權風波 第2次：義播結束後改為全日播放音樂，其後停止大氣廣播訊號 第3次：DBC向政府交回牌照           | 粵語                 | 64kbps   |
| 03           | DBC數碼3台財經台 DBC Radio Business        | DBC數碼電台      | -            | 第1次：2011年9月11日 第2次：2012年10月15日 第3次：2013年1月11日  | 第1次：2012年10月10日 第2次：2012年11月1日 第3次：2016年10月15日 | 廣東話財經頻道                                                                  | 曾名為數碼大錢台、數碼三台                                                                      | 第1次：DBC股權風波 第2次：義播結束後改為全日播放音樂，其後停止大氣廣播訊號 第3次：DBC向政府交回牌照           | 粵語                 | 64kbps   |
| 04           | DBC數碼4台華語歌曲台 DBC Chinese Music     | DBC數碼電台      | -            | 2015年11月16日                                                   | 2016年10月15日                                                   | 24小時華語音樂頻道                                                              | 2015年11月16日大部份原04校園台節目改於02 me2播放，同日華語歌曲台啟播                            | DBC向政府交回牌照                                                                                             | 粵語                 | 64kbps   |
| 05           | DBC數碼5台笑融台 DBC Radio Smiles          | DBC數碼電台      | -            | 第1次：2011年11月13日 第2次：2012年10月15日 第3次：2013年1月11日 | 第1次：2012年10月10日 第2次：2012年11月1日 第3次：2016年10月15日 | 香港不同族裔人士音樂頻道                                                        | 曾名為數碼大同台、數碼五台                                                                      | 第1次：DBC股權風波 第2次：義播結束後改為全日播放音樂，其後停止大氣廣播訊號 第3次：DBC向政府交回牌照           | 多語廣播             | 64kbps   |
| 06           | DBC數碼6台音樂台 DBC International Music   | DBC數碼電台      | -            | 第1次：2011年8月15日 第2次：2012年10月15日 第3次：2013年1月11日  | 第1次：2012年10月10日 第2次：2012年11月1日 第3次：2016年10月15日 | 24小時歐美流行音樂與經典歌曲頻道                                                | 曾名為數碼大歌台、數碼六台、金曲台                                                              | 第1次：DBC股權風波 第2次：義播結束後改為全日播放音樂，其後停止大氣廣播訊號 第3次：DBC向政府交回牌照           | 粵語                 | 64kbps   |
| 07           | DBC數碼7台戲曲台 DBC Chinese Opera Channel | DBC數碼電台      | -            | 第1次：2011年8月19日 第2次：2012年10月15日 第3次：2013年1月11日  | 第1次：2012年10月10日 第2次：2012年11月1日 第3次：2016年10月15日 | 中國戲曲頻道                                                                    | 曾名為數碼大戲台、數碼七台 2014至2015年曾播放賽馬節目                                           | 第1次：DBC股權風波 第2次：義播結束後改為全日播放音樂，其後停止大氣廣播訊號 第3次：DBC向政府交回牌照           | 粵語                 | 64kbps   |
| 11           | 新城數碼財經台 Metro Finance Digital       | 新城電台         | -            | 2012年9月19日                                                    | 2016年11月11日                                                   | 財金投資知識頻道                                                                | 部份時段與新城財經台或新城訊台聯播                                                              | 新城向政府交回數碼聲音廣播牌照                                                                                | 粵語、普通話         | 64kbps   |
| 12           | 新城數音樂台 Metro Music Digital           | 新城電台         | -            | 2013年9月17日                                                    | 2016年11月11日                                                   | 音樂頻道                                                                        | 部份時段與新城知訊台或新城訊台聯播                                                              | 新城向政府交回數碼聲音廣播牌照                                                                                | 粵語                 | 64kbps   |
| 13           | 新城數碼生活台 Metro Life Digital          | 新城電台         | -            | 2014年9月17日                                                    | 2016年11月11日                                                   | 多元化資訊頻道                                                                  | 部份時段與新城知訊台或新城訊台聯播                                                              | 新城向政府交回數碼聲音廣播牌照                                                                                | 粵語                 | 64kbps   |
| 31           | 香港電台數碼31台 RTHK DAB 31               | 香港電台         | -            | 2012年9月17日                                                    | 2017年9月4日                                                     | 香港電台社區廣播台／香港電台普通話台 RTHK Community Channel / Putonghua Channel | 部份時段與港台普通話台聯播 2011年11月7日起試播                                                  | 香港電台數碼聲音廣播服務終止                                                                                  | 多語廣播             | 64kbps   |
| 32           | 香港電台數碼32台 RTHK DAB 32               | 中央人民广播电台 | 香港電台     | 2012年9月17日                                                    | 2017年9月4日                                                     | 中央人民广播电台香港之声 CNR-14                                                 | 2011年11月7日起試播                                                                             | 香港電台數碼聲音廣播服務終止                                                                                  | 普通話為主、少量粵語 | 64kbps   |
| 33           | 香港電台數碼33台 RTHK DAB 33               | 香港電台         | -            | 2012年9月17日                                                    | 2017年9月4日                                                     | 香港電台第三台 RTHK Radio 3                                                     | 全日與港台第三台聯播 2011年11月7日起試播                                                        | 香港電台數碼聲音廣播服務終止                                                                                  | 英語                 | 64kbps   |
| 34           | 香港電台數碼34台 RTHK DAB 34               | 英國廣播公司     | 香港電台     | 2012年9月17日                                                    | 2017年9月4日                                                     | 英國廣播公司世界頻道／香港電台第六台 BBC World Service / RTHK Radio 6           | 全日與英國廣播公司世界頻道／港台第六台聯播 2011年11月7日起試播                                  | 香港電台數碼聲音廣播服務終止                                                                                  | 英語                 | 64kbps   |
| 35           | 香港電台數碼35台 RTHK DAB 35               | 香港電台         | -            | 2012年9月17日                                                    | 2017年9月4日                                                     | 香港電台直播台／香港電台第五台 RTHK Live Relay Channel / Radio 5                | 部份時段與港台第五台聯播 2011年11月7日起試播                                                    | 香港電台數碼聲音廣播服務終止                                                                                  | 粵語                 | 64kbps   |

## 外部連結
- 香港數碼聲音廣播網站（繁體中文）
- 香港電台數碼聲音廣播 （页面存档备份，存于）（繁體中文）